# فكتور أوزبك
فكتور أوزبك (بالأوكرانية: Узбек Віктор Сергійович)‏ (بالروسية: Виктор Сергеевич Узбек)‏ هو لاعب كرة قدم أوكراني وروسي في مركز الدفاع، ولد في 22 فبراير 1990 في ماريوبول في أوكرانيا. لعب مع FC Sevastopol ‏.

## وصلات خارجية
- فكتور أوزبك على موقع اتحاد أوكرانيا (الإنجليزية)
- فكتور أوزبك على موقع قاعدة بيانات كرة القدم.إي يو (الإنجليزية)
- فكتور أوزبك على موقع Soccerway.com (الإنجليزية)
- فكتور أوزبك على موقع عالم كرة القدم.نت (الإنجليزية)